# Prajnaptishastra
Prajnaptishastra é um dos sete textos do abidarma Sarvastivada.  A palavra Prajnapti significa "designação" (dos darmas). Foi composto por Maudgalyāyana (de acordo com as fontes em sânscrito, tibetano e com o Maha Prajna Paramita Upadesha), ou por Mahākātyāyāna (de acordo com Puguang). A tradução chinesa é por Dharma-raksita: T26, No. 1538, 施設論, 西天譯經三藏朝散大夫, 試光祿卿傳梵大師賜紫, 沙門臣法護等奉　詔譯, em 7 fascículos mais curtos. 
A importância deste texto é mostrada pelo fato de ser citado pelo Maha Vibhasa Shastra 135 vezes, apesar de estas referências não serem exclusivamente Sarvastivada em natureza. O formato é de um matrika, seguido por explicações em perguntas e respostas, com referências aos sutras por motivo de ortodoxia.
Yin Shun relaciona o nome prajñapti, através do chinês 施設 e 假, ao Shariputra Abhidharma no que tange a ‘falsa designação’ das presilhas (samyojana), do contato (sparsha) e da mente (chitta), assim indicando que é um texto bem antigo. 
Willemen, Dessein & Cox designam o texto ao período seguinte, baseado em seus “princípios abstratos de organização” e “complexidade de análise doutrinal”. Entretanto, apesar de seu conteúdo ser diferente do Samgiti e do Dharma-skandha, dificilmente poderíamos considerá-lo mais abstrato em natureza. Ele simplesmente reflete a natureza dos sutras sobre os quais se baseia. Na realidade ele possui, para o seu tamanho, relativamente mais referências diretas aos sutra do que muitos dos textos mais desenvolvidos, e um uso de perguntas e respostas similar ao Samgīti.